# Darío Figueredo
Darío Figueredo (Colonia Independencia, 2 luglio 1957) è un ex calciatore paraguaiano, di ruolo difensore.

## Carriera

### Club
Ha giocato nella massima serie paraguaiana con Cerro Porteño, Sportivo Luqueño e Club Nacional.

### Nazionale
Nel 1983 ha giocato 12 partite in Nazionale, partecipando alla Copa América di quell'anno.